# Bomberman 64 (jogo eletrônico de 2001)
Bomberman 64 (ボンバーマン64, Bonbāman Rokujūyon) é um jogo eletrônico de ação desenvolvido pela Racjin e publicado pela Hudson Soft para Nintendo 64, exclusivamente no Japão, em 2001. O jogo apresenta quatro modos de jogo distintos, cada um com uma jogabilidade única, baseada em diferentes jogos da franquia Bomberman.

## Jogabilidade
Ao contrário dos jogos Bomberman anteriores no console, Bomberman 64 possui gráficos totalmente bidimensionais. Ele apresenta quatro modos de jogo diferentes, cada um com um estilo de jogabilidade diferente:
O modo "Bomberman" apresenta a jogabilidade tradicional da série, especialmente baseada nos jogos Bomberman para SNES. Como nos jogos anteriores, o jogador controla o Bomberman, movendo-se e usando bombas para destruir obstruções e derrotar inimigos, enquanto coletam power-ups e procuram uma saída; uma vez encontrada, todos os inimigos devem ser derrotados para que ela possa ser usada. O jogador deve concluir uma sequência de 10 fases consecutivas, culminando em uma batalha contra um chefe. Ao contrário dos jogos anteriores, cada fase apresenta duas saídas; a escolha de saídas diferentes determinará em qual fase o jogador entrará em seguida ao longo de uma série de rotas ramificadas, bem como o chefe que o jogador enfrentará na fase final. O modo também inclui um modo multijogador "Battle Royale", no qual até quatro jogadores competem para ser o último sobrevivente, com várias fases e conjuntos de regras disponíveis.
O modo "Panic Bomber" é baseado no spinoff de 1994 com o mesmo nome, um jogo de quebra-cabeça no qual os jogadores tentam combinar blocos da mesma cor que caem para criar bombas que limpam as peças da tela e causam danos aos adversários. O modo apresenta um modo de pontuação máxima para um jogador e um modo de battle royale para quatro jogadores.
"SameGame" é baseado no jogo homônimo de 1985, um jogo de quebra-cabeça de combinação de peças para um jogador, no qual os jogadores devem selecionar peças adjacentes da mesma cor para limpá-las de uma grade, tentando obter a maior pontuação possível sem ficar sem movimentos.
"Bomberman Park" é um modo para um jogador baseado em Bomberman Land (2000). Semelhante a esse jogo, os jogadores exploram um parque de diversões e participam de vários minijogos. Ao obter pontuações altas em cada um dos minijogos, os jogadores ganharão medalhas que dão acesso a áreas adicionais do parque com seus próprios minijogos. Vários dos minijogos foram transferidos diretamente de Bomberman Land.

## Lançamento
Bomberman 64 foi descrito pela Famitsu como um "ponto culminante" da série Bomberman até aquele momento, com o objetivo de oferecer uma amostra dos diferentes estilos de jogo apresentados na série e seus derivados nos 16 anos anteriores. O jogo foi lançado em 20 de dezembro de 2001, tornando-se o último jogo lançado para Nintendo 64 no Japão.
O jogo é muitas vezes confundido com Bomberman 64, de 1997, que foi lançado no Japão como Baku Bomberman.